# 문 크레스타
《문 크레스타》(Moon Cresta, ムーンクレスタ-)는 1980년 일본의 게임 회사 일본물산이 제작한 아케이드 게임이다. 슈팅 게임으로 1단,2단,3단의 전투기로 나누어 플레이한다. 도킹을 해서 합체하면 최강이 될 수있다. 하드웨어는 남코의 갤럭시안을 사용하고 있다. 문 크레스타와 비슷한 게임인 문 퀘이사 (Moon Quasar)는 에너지 충전을 해야하기 때문에 문 크레스타보다 더 어렵다. 후속작 게임들은 아케이드 뿐만 아니라 콘솔 게임에도 발매하였다.

## 평가
| 평가 |       |
| --- | ----- |
| 평론 점수 평론사 점수 올게임 [ 3 ] 크래시 90% [ 4 ] 유로게이머 9/10 [ 5 ] 싱클레어 유저 [ 6 ] Your Spectrum 2/3 [ 7 ] |       |
| 평론 점수 |       |
| 평론사 | 점수  |
| 올게임 | [ 3 ] |
| 크래시 | 90%   |
| 유로게이머 | 9/10  |
| 싱클레어 유저 | [ 6 ] |
| Your Spectrum | 2/3   |